# Екс Казело Аутострада (Милано)
Екс Казело Аутострада је насеље у Италији у округу Милано, региону Ломбардија.
Према процени из 2011. у насељу је живело 60 становника. Насеље се налази на надморској висини од 144 м.